# A-lotterierna
A-lotterierna är en ekonomisk förening med Socialdemokraterna och Sveriges socialdemokratiska ungdomsförbund (SSU) som huvudmän. Föreningen är moderförening i en koncern där dotterbolagen Kombispel och Nordic Lottery är operatörer av själva lotteriverksamheten.
A-lotterierna har bedrivit lotteriverksamhet sedan 1956. År 2022 var vinsten från lotteriverksamheten 43 miljoner kronor och 2021 utgjorde lotteriverksamheten 45 procent av partiets intäkter.
A-lotteriernas verksamhet och försäljningsmetoder har diskuterats och kritiserats i flera olika sammanhang. Bland annat har Socialdemokraterna kritiserats för att behandla sitt eget lotteri förmånligt när partiet suttit i regeringsställning. Lotteriverksamheten har även diskuterats bland annat i samband med en lagändring  2018, en statlig utredning 2024 samt ett avslöjande i september 2024 i Dagens Nyheter, som handlade om lotteribolagets telefonförsäljning.
Det har dessutom ifrågasatts att politiska partier ska få arrangera spel samtidigt som de stiftar lagar som reglerar spelmarknaden, vilket är ovanligt i andra europeiska länder.:42

## Historia
SSU startade lotteriverksamhet 1947. I Sverige har partipolitiska lotterier varit tillåtna sedan 1960. År 1956 bildades den ekonomiska föreningen Folkrörelsernas Lotteribyrå. Den främsta produkten är Kombilotteriet som lanserades 1981 och som idag är ett av Sveriges största prenumerationslotterier.
År 2003 bytte organisationen namn till A-lotterierna.
Efter att riksdagen omreglerade spelmarknaden 2019 har A-lotterierna fått ökad konkurrens och minskade intäkter.

## Organisation

### Bolagsstruktur och produkter
Socialdemokraterna och SSU äger gemensamt den ekonomiska föreningen A-lotterierna, som är moderförening i en koncern som bedriver lotterier. Föreningen äger i sin tur bolagen Kombispel i Sverige AB och Nordic Lottery AB. Det sistnämnda bolaget äger bolagen ISAB ideella Spel AB, Nordic Lottery Nöjesspel AB, och Lottericentralen AB.:34

#### Kombispel i Sverige AB
Sedan 2012 bedrivs spelverksamheten genom A-lotteriernas dotterbolag Kombispel, med Socialdemokratiska organisationer som förmånstagare. Kombilotteriet är bolagets mest framgångsrika produkt som har fått efterföljarna Drömreselotteriet och Motorlotteriet. Kombispel administrerar, distribuerar och säljer även skraplotten Glädjelotten till förmån för Socialdemokraterna, SSU, Socialdemokrater för tro och solidaritet och S-kvinnor.
Försäljningen av Spero Spels skraplotter sköts av Kombispel, efter att tidigare ha drivits av A-lotterierna tillsammans med IOGT-NTO.

#### Nordic Lottery AB
Nordic Lottery med dotterbolag driver lotterier på uppdrag av andra allmännyttiga ideella organisationer än Socialdemokraterna och SSU.
Nordic Lottery ansvarar för driften av Månadslotten (Synskadades Riksförbund och Sveriges Dövas Riksförbund), Datumlotteriet (Bröstcancerförbundet) och Prostatacancerförbundet), Trippelskrapet (PRO), Guldkanten (SKPF) och Landsbygdslotten (Bygdegårdarnas Riksförbund). Även Guldlotten, som säljs i Guldfynds och Albrekts Gulds butiker till förmån för Bröstcancerförbundet och Prostatacancerförbundet, drivs av Nordic Lottery.

#### Övriga produkter
A-lotterierna står även bakom skraplotterna Femman och bedrev tidigare lotterier som Kvicklotteriet, Trippel och Miljonskrap.[källa behövs]
Övriga lotterier är Extralotteriet och Miljonquiz.:31

### Styrelse
A-lotterierna har följande styrelse:
- Mathias Tegnér (ordförande) – socialdemokratisk riksdagsledamot
- Kristina Mårtensson – kanslichef för Kommunal
- Bo Bernhardsson – tidigare socialdemokratisk riksdagsledamot
- Lisa Enquist – tidigare kanslichef för SSU
- Gustav Österman – ledamot av kommunfullmäktige i Stockholm
- Jonas Nygren (tf. VD) – tidigare kommunstyrelseordförande i Sundbyberg

### Ekonomi och ägarvinster
Fördelning av Socialdemokraternas intäkter 2021
|  | Försäljning och lotterier (45 %) |

|  | Statligt partistöd (37 %) |

|  | Övriga intäkter (16 %) |

|  | Medlemsavgifter (1 %) |

|  | Donationer (1 %) |

[uppföljning saknas]
A-lotterierna, som 2011 omsatte drygt 500 miljoner kronor, har genom åren bidragit med betydande överskott till sina ägare Socialdemokraterna och SSU. Kombilotteriet, Drömreselotteriet och Motorlotteriet stod för merparten av omsättningen. Sedan starten beräknas det att Socialdemokraterna och SSU tjänat över tre miljarder kronor på spel, och lotteriförsäljningen har gett Socialdemokraterna ett ekonomiskt övertag mot andra partier. Gullan Gidlund, professor i statskunskap, utredde partiernas ekonomi på uppdrag av regeringen och sade 2004 att intäkterna från spelvinsterna var "enormt viktiga för socialdemokratin".
År 2011 var Socialdemokraternas överskott från lotteriverksamheterna 54,5 miljoner kronor, och därmed större än partistödet på 50,4 miljoner kronor.:3 År 2021 tog Socialdemokraterna emot 152 miljoner kronor från lotteriverksamheten.
Lotteriet stod 2016 för mer än 90 procent av SSU:s inkomster, och en tredjedel av Socialdemokraternas inkomster.
Lotterierna är även 2022 en stor anledning till att SSU har större intäkter än alla övriga ungdomsförbund tillsammans.

## Liknande lotterier
År 2020 startade även Moderaterna ett lotteri och intäkterna därifrån uppgick 2022 till 1,5 miljoner kronor. Tidigare har även Sverigedemokraterna och Centerpartiet bedrivit lotteriverksamhet.
| Intäkter från partilotterier 2023        | Intäkter från partilotterier 2023 | Intäkter från partilotterier 2023 | Intäkter från partilotterier 2023 | Intäkter från partilotterier 2023 |
| ---------------------------------------- | --------------------------------- | --------------------------------- | --------------------------------- | --------------------------------- |
|                                          |                                   |                                   |                                   |                                   |
| Parti                                    |                                   |                                   |                                   | kr                                |
| Socialdemokraterna                       | Socialdemokraterna                |                                   | 237 051 639                       | 237 051 639                       |
| Moderaterna                              | Moderaterna                       |                                   | 4 674 200                         | 4 674 200                         |
| Centerpartiet                            | Centerpartiet                     |                                   | 42 160                            | 42 160                            |
| Vänsterpartiet                           | Vänsterpartiet                    |                                   | 1 300                             | 1 300                             |
| Intäkter från partilotterier 2023:12m24s |                                   |                                   |                                   |                                   |

## Internationell jämförelse
Att ett politiskt parti äger företag är ovanligt i västliga demokratier.:1-2
De svenska reglerna för lotterier som drivs av politiska partier, med penningvinster och höga inkomster till partiet, har ingen motsvarighet i de flesta andra europeiska länderna. Utredningen om reglering av partipolitiska lotterier, som redovisade sitt uppdrag i mars 2024, fick svar från 17 andra europeiska länder. Enbart två av dem har partipolitiska lotterier; Finland har ett lotteri med varuvinster och Norge har lotterier som omsätter 10 miljoner kronor. I flera andra europeiska länder (till exempel Litauen, Lettland, Spanien, Bulgarien, Frankrike, Slovenien, Portugal, Belgien, Nederländerna, Österrike, Kroatien, Grekland, Danmark, och Estland) får politiska partier inte bedriva rikstäckande lotterier om intäkterna används för att finansiera partiets verksamhet.:42

## Rapportering och politisk debatt kring A-lotterierna
Socialdemokraterna har, på grund av sin ställning med betydande inkomst från lotterier, kritiserats av borgerliga opinionsbildare som menat att partiet utnyttjat sin position som regeringsparti för att undanta A-lotterierna och andra allmännyttiga lotterier från det regelverk som gäller övriga lotterier.
År 2012 krävde Datainspektionen att Socialdemokraterna skulle upphöra att lämna ut sitt medlemsregister på 105 000 medlemmar till A-lotterierna.
År 2016 kritiserades A-lotteriernas Kombilotteriet, Drömreselotteriet och Motorlotteriet av Lotteriinspektionen för att det i marknadsföringen och första försäljningstillfället inte tydligt framgick vart överskotten gick.
Mellan 2014 och augusti 2017 hade 8 000 personer anmälts till Kronofogden för att de inte betalat sina lotter. I nästan 2 000 fall ledde det till betalningsanmärkning. Kombispel fanns vid denna tid med på topplistan över de företag som drev flest ärenden till Kronofogden.

### Utredning om partilotterier
Tidöpartierna enades i april 2023 om att tillsätta en utredning med uppdraget att ta fram ett förslag på förbud mot partipolitiska lotterier. Socialdemokraternas partiledare Magdalena Andersson kritiserade planerna. I mars 2024 presenterade regeringens utredare Gunnar Larsson sin utredning. Han föreslog flera åtgärder för att begränsa lotterierna, bland annat att de lotterier som ägs av politiska partier inte ska få sälja lotter på kredit.

### Kritik mot telefonförsäljning
I maj 2023 riktades kritik mot de metoder som används av telefonförsäljare för att sälja lotter för Kombilotteriet. Säljarna betonade att det var en engångslott trots att det handlade om ett månadsabonnemang som var svårt att avsluta.
I september 2024 rapporterade Dagens Nyheter att lotterna sedan maj 2022 såldes från ett callcenter i Barcelona. Tidigare medarbetare berättade att telefonförsäljarna förväntade sig sälja lotter till varje pris; de riktade in sig på förvirrade äldre, använde sig av påhittade kampanjer, och dolde att det rörde sig om abonnemang som kunden själv måste säga upp. Som en följd av detta uteslöts Kombispel ur branschorganisationen Kontakta, som bland annat organiserar telefonförsäljningsföretag, eftersom försäljningsmetoderna stred mot Kontaktas medlemsvillkor och värderingar. Kombispels VD avsattes och styrelsen uppmanades att avgå.
Med anledning av rapporteringen om försäljningsmetoderna och den efterföljande uppmärksamheten arrangerades den 1 oktober 2024 en riksdagsdebatt om "förtroendeskadlig partifinansiering".